# Lista episoadelor din Teoria Big Bang
Aceasta este lista episoadelor din serialul american Teoria Big Bang.

## Rezumat
| Sezoane | Sezoane | Episoade | Premiera           | Premiera            | Premiera pe DVD    | Premiera pe DVD    | Premiera pe DVD   | Audiență (milioane) | Poziție | 18–49 Rating/Share (rank) |
| Sezoane | Sezoane | Episoade | Premiera sezonului | Sfârșitul sezonului | Regiunea 1         | Regiunea 2         | Regiunea 4        | Audiență (milioane) | Poziție | 18–49 Rating/Share (rank) |
| ------- | ------- | -------- | ------------------ | ------------------- | ------------------ | ------------------ | ----------------- | ------------------- | ------- | ------------------------- |
|         | 1       | 17       | 24 septembrie 2007 | 19 mai 2008         | 2 septembrie 2008  | 12 ianuarie 2009   | 3 aprilie 2009    | 8.3                 | #59     | 3.3/9 (TBA)               |
|         | 2       | 23       | 22 septembrie 2008 | 11 mai 2009         | 15 septembrie 2009 | 19 octombrie 2009  | 3 martie 2010     | 10.0                | #42     | 3.8/10 (TBA)              |
|         | 3       | 23       | 21 septembrie 2009 | 24 mai 2010         | 14 septembrie 2010 | 27 septembrie 2010 | 13 octombrie 2010 | 14.8                | #12     | 5.3/13 (#5)               |
|         | 4       | 24       | 23 septembrie 2010 | 19 mai 2011         | N/A                | N/A                | N/A               | N/A                 | N/A     | N/A                       |

## Sezonul 1: 2007–08
| Nr.ep. total# | Nr.ep. sezon# | Titlu                              | Regia            | Scenariu                                                                 | Premiera           | Cod produs | Audiție (mil.) |
| ------------- | ------------- | ---------------------------------- | ---------------- | ------------------------------------------------------------------------ | ------------------ | ---------- | -------------- |
| 1             | 1             | Pilot                              | James Burrows    | Chuck Lorre & Bill Prady                                                 | 24 septembrie 2007 | 276023     | 9.52           |
| 2             | 2             | The Big Bran Hypothesis            | Mark Cendrowski  | Scenariu: Robert Cohen & Dave Goetsch Povestea: Chuck Lorre & Bill Prady | 1 octombrie 2007   | 3T6601     | 8.58           |
| 3             | 3             | The Fuzzy Boots Corollary          | Mark Cendrowski  | Scenariu: Bill Prady & Steven Molaro Povestea: Chuck Lorre               | 8 octombrie 2007   | 3T6602     | 8.36           |
| 4             | 4             | The Luminous Fish Effect           | Mark Cendrowski  | Scenariu: David Litt & Lee Aronsohn Povestea: Chuck Lorre & Bill Prady   | 15 octombrie 2007  | 3T6603     | 8.15           |
| 5             | 5             | The Hamburger Postulate            | Andrew D. Weyman | Scenariu: Dave Goetsch & Steven Molaro Poveste: Jennifer Glickman        | 22 octombrie 2007  | 3T6604     | 8.81           |
| 6             | 6             | The Middle Earth Paradigm          | Mark Cendrowski  | Teleplay: David Litt & Robert Cohen Story: Dave Goetsch                  | 29 octombrie 2007  | 3T6605     | 8.92           |
| 7             | 7             | The Dumpling Paradox               |                  |                                                                          |                    |            |                |
| 8             | 8             | The Grasshopper Experiment         |                  |                                                                          |                    |            |                |
| 9             | 9             | The Cooper-Hofstadter Polarization |                  |                                                                          |                    |            |                |
| 10            | 10            | The Loobenfeld Decay               |                  |                                                                          |                    |            |                |
| 11            | 11            | The Pancake Batter Anomaly         |                  |                                                                          |                    |            |                |
| 12            | 12            | The Jerusalem Duality              |                  |                                                                          |                    |            |                |
| 13            | 13            | The Bat Jar Conjecture             |                  |                                                                          |                    |            |                |
| 14            | 14            | The Nerdvana Annihilation          |                  |                                                                          |                    |            |                |
| 15            | 15            | The Pork Chop Indeterminacy        |                  |                                                                          |                    |            |                |
| 16            | 16            | The Peanut Reaction                |                  |                                                                          |                    |            |                |
| 17            | 17            | The Tangerine Factor               |                  |                                                                          |                    |            |                |

## Sezonul 2: 2008–09
| Nr.ep. total# | Nr.ep. sezon# | Titlu                               | Regia           | Scenariu                                                    | Premiera           | Cod produs | Audiție (mil.) |
| ------------- | ------------- | ----------------------------------- | --------------- | ----------------------------------------------------------- | ------------------ | ---------- | -------------- |
| 18            | 1             | The Bad Fish Paradigm               | Mark Cendrowski | Scenariu: Steven Molaro & David Goetsch Poveste: Bill Prady | 22 septembrie 2008 | 3T7351     | 9.36           |
| 19            | 2             | The Codpiece Topology               |                 |                                                             |                    |            |                |
| 20            | 3             | The Barbarian Sublimation           |                 |                                                             |                    |            |                |
| 21            | 4             | The Griffin Equivalency             |                 |                                                             |                    |            |                |
| 22            | 5             | The Euclid Alternative              |                 |                                                             |                    |            |                |
| 23            | 6             | The Cooper-Nowitzki Theorem         |                 |                                                             |                    |            |                |
| 24            | 7             | The Panty Piñata Polarization       |                 |                                                             |                    |            |                |
| 25            | 8             | The Lizard-Spock Expansion          |                 |                                                             |                    |            |                |
| 26            | 9             | The White Asparagus Triangulation   |                 |                                                             |                    |            |                |
| 27            | 10            | The Vartabedian Conundrum           |                 |                                                             |                    |            |                |
| 28            | 11            | The Bath Item Gift Hypothesis       |                 |                                                             |                    |            |                |
| 29            | 12            | The Killer Robot Instability        |                 |                                                             |                    |            |                |
| 30            | 13            | The Friendship Algorithm            |                 |                                                             |                    |            |                |
| 31            | 14            | The Financial Permeability          |                 |                                                             |                    |            |                |
| 32            | 15            | The Maternal Capacitance            |                 |                                                             |                    |            |                |
| 33            | 16            | The Cushion Saturation              |                 |                                                             |                    |            |                |
| 34            | 17            | The Terminator Decoupling           |                 |                                                             |                    |            |                |
| 35            | 18            | The Work Song Nanocluster           |                 |                                                             |                    |            |                |
| 36            | 19            | The Dead Hooker Juxtaposition       |                 |                                                             |                    |            |                |
| 37            | 20            | The Hofstadter Isotope              |                 |                                                             |                    |            |                |
| 38            | 21            | The Vegas Renormalization           |                 |                                                             |                    |            |                |
| 39            | 22            | The Classified Materials Turbulence |                 |                                                             |                    |            |                |
| 40            | 23            | The Monopolar Expedition            |                 |                                                             |                    |            |                |

## Sezonul 3: 2009–10
| Nr.ep. total# | Nr.ep. sezon# | Titlu                               | Regia           | Scenariu                                                                                                 | Premiera           | Cod produs | Audiție (mil.) |
| ------------- | ------------- | ----------------------------------- | --------------- | --- | ------------------ | ---------- | -------------- |
| 41            | 1             | The Electric Can Opener Fluctuation | Mark Cendrowski | Steven Molaro                                                                                            | 21 septembrie 2009 | 3X5551     | 12.96          |
| 42            | 2             | The Jiminy Conjecture               |                 | | 28 septembrie 2009 |            |                |
| 43            | 3             | The Gothowitz Deviation             |                 | | 5 octombrie 2009   |            |                |
| 44            | 4             | The Pirate Solution                 |                 | | 12 octombrie 2009  |            |                |
| 45            | 5             | The Creepy Candy Coating Corollary  |                 | | 19 octombrie 2009  |            |                |
| 46            | 6             | The Cornhusker Vortex               |                 | | 2 noiembrie 2009   |            |                |
| 47            | 7             | The Guitarist Amplification         |                 | | 9 noiembrie 2009   |            |                |
| 48            | 8             | The Adhesive Duck Deficiency        |                 | | 16 noiembrie 2009  |            |                |
| 49            | 9             | The Vengeance Formulation           |                 | | 23 noiembrie 2009  |            |                |
| 50            | 10            | The Gorilla Experiment              |                 | | 7 decembrie 2009   |            |                |
| 51            | 11            | The Maternal Congruence             |                 | |                    |            |                |
| 52            | 12            | The Psychic Vortex                  |                 | | 11 ianuarie 2010   |            |                |
| 53            | 13            | The Bozeman Reaction                |                 | | 18 ianuarie 2010   |            |                |
| 54            | 14            | The Einstein Approximation          |                 | | 1 februarie 2010   |            |                |
| 55            | 15            | The Large Hadron Collision          |                 | | 8 februarie 2010   |            |                |
| 56            | 16            | The Excelsior Acquisition           |                 | | 1 martie 2010      |            |                |
| 57            | 17            | The Precious Fragmentation          |                 | | 8 martie 2010      |            |                |
| 58            | 18            | The Pants Alternative               |                 | | 22 martie 2010     |            |                |
| 59            | 19            | The Wheaton Recurrence              |                 | | 12 aprilie 2010    |            |                |
| 60            | 20            | The Spaghetti Catalyst              |                 | | 3 mai 2010         |            |                |
| 61            | 21            | The Plimpton Stimulation            |                 | | 10 mai 2010        |            |                |
| 62            | 22            | The Staircase Implementation        |                 | | 17 mai 2010        |            |                |
| 63            | 23            | The Lunar Excitation                | Peter Chakos    | Povestea: Chuck Lorre, Bill Prady & Maria Ferrari Scenariul: Lee Aronsohn, Steven Molaro & Steve Holland | 24 mai 2010        | 3X5573     | 15.02          |

## Sezonul 4: 2010–11
| Nr.ep. total# | Nr.ep. sezon# | Titlu                                   | Regia           | Scenariu                                                                                                 | Premiera           | Cod produs | Audiție (mil.) |
| ------------- | ------------- | --------------------------------------- | --------------- | --- | ------------------ | ---------- | -------------- |
| 64            | 1             | The Robotic Manipulation                | Mark Cendrowski | Povestea: Chuck Lorre, Lee Aronsohn & Dave Goetsch Scenariu: Steven Molaro, Eric Kaplan & Steve Holland  | 23 septembrie 2010 | 3X6651     | 14.04          |
| 65            | 2             | The Cruciferous Vegetable Amplification |                 | | 30 septembrie 2010 |            |                |
| 66            | 3             | The Zazzy Substitution                  |                 | | 7 octombrie 2010   |            |                |
| 67            | 4             | The Hot Troll Deviation                 |                 | | 14 octombrie 2010  |            |                |
| 68            | 5             | The Desperation Emanation               |                 | | 21 octombrie 2010  |            |                |
| 69            | 6             | The Irish Pub Formulation               |                 | | 28 octombrie 2010  |            |                |
| 70            | 7             | The Apology Insufficiency               |                 | | 4 noiembrie 2010   |            |                |
| 71            | 8             | The 21-Second Excitation                |                 | | 11 noiembrie 2010  |            |                |
| 72            | 9             | The Boyfriend Complexity                |                 | | 18 noiembrie 2010  |            |                |
| 73            | 10            | The Alien Parasite Hypothesis           |                 | | 9 decembrie 2010   |            |                |
| 74            | 11            | The Justice League Recombination        |                 | | 16 decembrie 2010  |            |                |
| 75            | 12            | The Psychic Vortex                      |                 | | 6 ianuarie 2011    |            |                |
| 76            | 13            | The Love Car Displacement               |                 | | 20 ianuarie 2011   |            |                |
| 77            | 14            | The Thespian Catalyst                   |                 | | 3 februarie 2011   |            |                |
| 78            | 15            | The Benefactor Factor                   |                 | | 10 februarie 2011  |            |                |
| 79            | 16            | The Cohabitation Formulation            |                 | | 17 februarie 2011  |            |                |
| 80            | 17            | The Toast Derivation                    |                 | | 24 februarie 2011  |            |                |
| 81            | 18            | The Prestidigitation Approximation      |                 | | 10 martie 2011     |            |                |
| 82            | 19            | The Zarnecki Incursion                  |                 | | 31 martie 2011     |            |                |
| 83            | 20            | The Herb Garden Germination             |                 | | 7 aprilie 2011     |            |                |
| 84            | 21            | The Agreement Dissection                |                 | | 28 aprilie 2011    |            |                |
| 85            | 22            | The Wildebeest Implementation           |                 | | 5 mai 2011         |            |                |
| 86            | 23            | The Engagement Reaction                 | Howard Murray   | Povestea: Bill Prady, Eric Kaplan & Jim Reynolds Scenariu: Chuck Lorre, Steven Molaro & Steve Holland    | 12 mai 2011        | 3X6673     | N/A            |
| 87            | 24            | The Roommate Transmogrification         | Mark Cendrowski | Povestea: Chuck Lorre, Steven Molaro & Eddie Gorodetsky Scenariu: Bill Prady, Eric Kaplan & Jim Reynolds | 19 mai 2011        | 3X6674     | N/A            |

## Sezonul 5: 2011–12
Neoficial, pe 12 ianuarie 2011, despre serialul Teoria Big Bang s-a anunțat că vor mai exista încă trei sezoane.
| Nr.ep. total# | Nr.ep. sezon# | Titlu                              | Regia           | Scenariu | Premiera           | Cod produs | Audiție (mil.) |
| ------------- | ------------- | ---------------------------------- | --------------- | --- | ------------------ | ---------- | -------------- |
| 88            | 1             | The Skank Reflex Analysis          | Mark Cendrowski | Povestea: Eric Kaplan, Maria Ferrari & Anthony Del Broccolo Scenariu: Chuck Lorre, Bill Prady & Steven Molaro | 22 septembrie 2011 | 3X6851     | 14.30          |
| 89            | 2             | The Infestation Hypothesis         | Mark Cendrowski | Povestea: Bill Prady, Steven Molaro & Maria Ferrari Scenariu: Chuck Lorre, Jim Reynolds & Steve Holland       | 22 septembrie 2011 | 3X6852     | 14.94          |
| 90            | 3             | The Pulled Groin Extrapolation     |                 | | 29 septembrie 2011 |            |                |
| 91            | 4             | The Wiggly Finger Catalyst         |                 | | 6 octombrie 2011   |            |                |
| 92            | 5             | The Russian Rocket Reaction        |                 | | 13 octombrie 2011  |            |                |
| 93            | 6             | The Rhinitis Revelation            |                 | | 20 octombrie 2011  |            |                |
| 94            | 7             | The Good Guy Fluctuation           |                 | | 27 octombrie 2011  |            |                |
| 95            | 8             | The Isolation Permutation          | Mark Cendrowski | | 3 noiembrie 2011   |            |                |
| 96            | 9             | „The Ornithophobia Diffusion”      | Mark Cendrowski | Poveste: Chuck Lorre, Dave Goetsch & Anthony Del Broccolo Scenariu: Bill Prady, Steven Molaro & Eric Kaplan   | 10 noiembrie 2011  | 3X6859     | 15.89          |
| 97            | 10            | „The Flaming Spittoon Acquisition” | Mark Cendrowski | Poveste: Chuck Lorre, Steven Molaro & Dave Goetsch Scenariu: Bill Prady, Jim Reynolds & Steve Holland         | 17 noiembrie 2011  |            |                |
|               |               |                                    |                 | |                    |            |                |